# Saulius Savickis
Saulius Savickis (* 21. Mai 1972 in Trakai) ist ein litauischer Politiker, Vizeminister der Landwirtschaft.

## Leben
Nach dem Abitur 1990 an der Mittelschule Lentvaris  absolvierte Savickis von 1990 bis 1995 das Diplomstudium der Veterinärmedizin an der Lietuvos veterinarijos akademija (LVA) in Kaunas. 2010 promovierte er an der LVA (zum Thema  „Urėjos kiekio piene tyrimai, susiję su mityba, pieno sudėtimi ir kokybe bei karvių reprodukcinėmis savybėmis“). Von 2001 bis 2003 arbeitete Savickis als leitender Veterinärarzt bei VMVT.
Von 2003 bis April 2017 leitete er als Direktor das Staatsunternehmen „Pieno tyrimai“. Seit April 2017 ist Savickis Vizeminister, Stellvertreter von Bronius Markauskas im Kabinett Skvernelis. Er wurde statt Darius Remeika ernannt.